# Transfekcja
Transfekcja − proces wprowadzenia obcego DNA lub RNA do komórki eukariotycznej. W przypadku komórki prokariotycznej obowiązuje termin transformacja (jeśli materiał pochodzi z otoczenia)  lub transdukcja (jeśli jest przenoszony za pośrednictwem bakteriofaga).

## Rodzaje transfekcji
- stabilna − połączona z integracją DNA do genomu
- przejściowa − jeśli cząsteczka DNA nie ulegnie integracji, ekspresja wprowadzonego genu zostanie zgubiona w miarę podziałów komórkowych.

## Metody transfekcji
- chemiczna
  - transfekcja kompleksami DNA z fosforanem wapnia
  - lipofekcja − transfekcja liposomami zawierającymi DNA lub RNA
- elektroporacja − transfekcja za pomocą krótkotrwałego impulsu elektrycznego w roztworze zawierającym kwas nukleinowy. Impuls elektryczny powoduje przejściowe utworzenie w błonie komórkowej mikroporów, przez które może się dostać DNA lub RNA.
- pocisk genowy − transfekcja balistyczna − wstrzeliwanie do wnętrza komórki mikrokulek złota opłaszczonych DNA
- mikroiniekcja – roztwór DNA jest wstrzykiwany bezpośrednio do jądra komórkowego, lub w przypadku RNA do cytoplazmy, za pomocą specjalnie spreparowanej szklanej kapilary.

## Inne metody transferu genów
- transformacja genetyczna
- transdukcja